# Parapteronemobius
Parapteronemobius Furukawa, 1970 è un genere di insetto ortottero appartenenti alla famiglia Gryllidae. Il genere comprende 7 specie, diffuse nelle regioni costiere della Cina, della Corea, del Giappone e dell'Estremo Oriente russo.

## Tassonomia
Il genere Parapteronemobius comprende le seguenti specie:
- P. chenggong
- P. daitoensis
- P. dibrachiatus
- P. niisatoi
- P. saitoi
- P. sazanami
- P. takarai